# Титија
Титија је у грчкој митологији био јунак из Маријандине. Наводи се и као демон, син нимфе Анхијале, Рејин љубимац, делитељ судбине и процењивач, вероватно двојник Титије.

## Етимологија
Његово име значи „онај који покушава“.

## Јунак
Титија је био син Зевса и Маријандине. Био је Хераклов противник у песничењу поводом погребних игара у част Приола, Ликовог брата. Био је најбољи у тој борби у Маријандини, али га је Херакле ипак победио; поломио му је све зубе, а потом га и убио треснувши га о храм. На крају борбе му је било жао што се тако завршила, па је заратовао против Мизијанаца и Фригијаца, а у корист Даскила. Титијин син је био Барин, а као његова деца се помињу и Приолај и Маријандин.

## Демон
Аполоније са Рода Титија наводи као једног од „три Идајска Дактила“ („дактили“ има значење „прсти“) који је „делио проклетство“. Други Дактил кога именује је „Киленија“, односно Херакле. При томе је Титија средњи прст, Херакле палац, кажипрст је Дактил. Када се ова три прста подигну, а домали и мали прст савију уз длан, то је тзв. „фригијски благослов“, првобитно изрицан у име Мирине, а касније су га преузели католички свештеници означавајући њиме хришћанско Свето Тројство.